# Nastri d'argento 2021

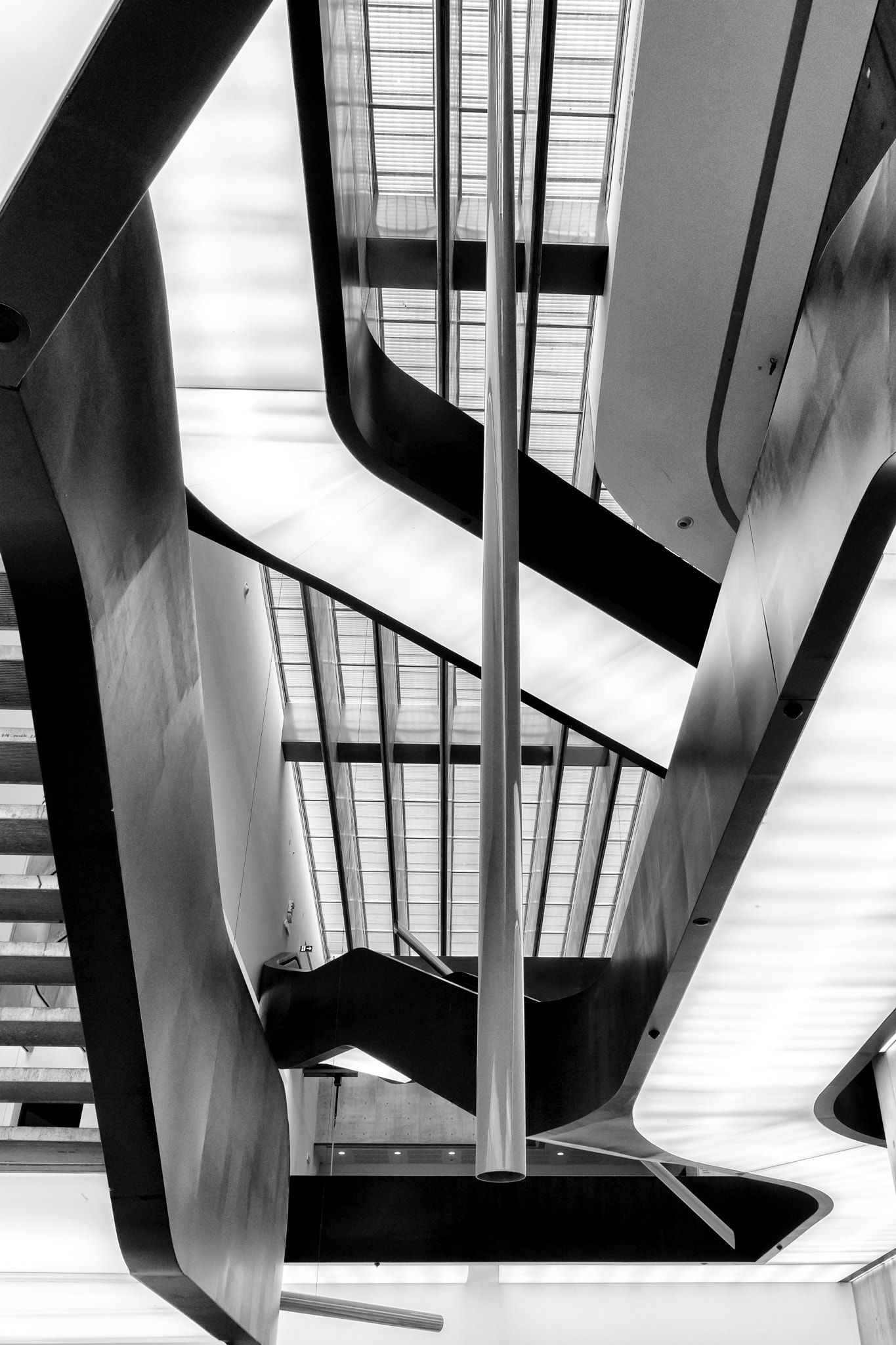
La cerimonia è organizzata al MAXXI - Museo nazionale delle arti del XXI secolo di Roma

La 76ª edizione dei Nastri d'argento si è svolta il 22 giugno 2021 presso il MAXXI - Museo nazionale delle arti del XXI secolo di Roma.
Rispetto alle edizioni precedenti il premio al miglior produttore viene associato ai film in competizione come migliore opera e commedia. In conseguenza alle limitazioni imposte dalla pandemia di COVID-19 in Italia diverse sono le produzioni uscite in piattaforma e televisione.

## Vincitori e candidati
I vincitori sono indicati in grassetto, a seguire gli altri candidati.

### Miglior film
- Le sorelle Macaluso, regia di Emma Dante
  - Assandira, regia di Salvatore Mereu
  - Cosa sarà, regia di Francesco Bruni
  - Lei mi parla ancora, regia di Pupi Avati
  - Non mi uccidere, regia di Andrea De Sica

### Miglior regista
- Emma Dante - Le sorelle Macaluso
  - Pupi Avati - Lei mi parla ancora
  - Francesco Bruni - Cosa sarà
  - Antonio Capuano- Il buco in testa
  - Edoardo Ponti - La vita davanti a sé

### Miglior regista esordiente
- Pietro Castellitto - I predatori
  - Maura Delpero - Maternal
  - Nunzia De Stefano - Nevia
  - Carlo Hintermann - The Book of Vision
  - Gianluca Jodice - Il cattivo poeta
  - Mauro Mancini - Non odiare

### Miglior film commedia
- L'incredibile storia dell'Isola delle Rose, regia di Sydney Sibilia
  - Genitori vs influencer, regia di Michela Andreozzi
  - Si vive una volta sola, regia di Carlo Verdone
  - Sul più bello, regia di Alice Filippi
  - Tutti per 1 - 1 per tutti, regia di Giovanni Veronesi

### Miglior soggetto
- Claudio Noce, Enrico Audenino - Padrenostro
  - Vincenzo Marra - La volta buona
  - Chiara Bellosi - Palazzo di giustizia
  - Alessandro Grande, Mariano Di Nardo - Regina
  - Marcello Sannino, Guido Lombardi, Massimiliano Virgilio, Giorgio Caruso - Rosa pietra stella

### Migliore sceneggiatura
- Francesco Bruni, Kim Rossi Stuart - Cosa sarà
  - Michael Zampino, Heidrun Schleef, Giampaolo Rugo - Governance - Il prezzo del potere
  - Emma Dante, Elena Stancanelli, Giorgio Vasta - Le sorelle Macaluso
  - Sydney Sibilia, Francesca Manieri - L'incredibile storia dell'Isola delle Rose
  - Pietro Castellitto - I predatori

### Migliore attore protagonista
- Kim Rossi Stuart - Cosa sarà
  - Pierfrancesco Favino - Padrenostro
  - Sergio Castellitto - Il cattivo poeta
  - Alessandro Gassmann - Non odiare
  - Fabrizio Gifuni - La belva

### Migliore attrice protagonista
- Teresa Saponangelo - Il buco in testa
  - Valeria Bruni Tedeschi - Gli indifferenti
  - Valeria Golino - Fortuna e Lasciami andare
  - Alba Rohrwacher - Lacci
  - Daphne Scoccia - Palazzo di giustizia

### Migliore attore non protagonista
- Massimo Popolizio - I predatori
  - Fabrizio Gifuni - Lei mi parla ancora
  - Vinicio Marchioni - Governance - Il prezzo del potere
  - Michele Placido - Calibro 9
  - Francesco Patanè - Il cattivo poeta

### Migliore attrice non protagonista
- Sara Serraiocco - Non odiare
  - Linda Caridi - Lacci
  - Carolina Crescentini - La bambina che non voleva cantare
  - Donatella Finocchiaro - Il delitto Mattarella
  - Raffaella Lebboroni - Cosa sarà
  - Pina Turco - Fortuna

### Migliore attore in un film commedia
- Elio Germano - L'incredibile storia dell'Isola delle Rose
  - Fabio De Luigi - 10 giorni con Babbo Natale
  - Simone Liberati - L'amore a domicilio
  - Nando Paone - Il ladro di cardellini
  - Eduardo Scarpetta - Carosello Carosone
  - Fabio Volo - Genitori vs influencer

### Migliore attrice in un film commedia
- Miriam Leone - L'amore a domicilio ex aequo Valentina Lodovini - 10 giorni con Babbo Natale
  - Antonella Attili - Il ladro di cardellini
  - Eugenia Costantini - La tristezza ha il sonno leggero
  - Loretta Goggi - Burraco fatale e Glassboy

### Migliore fotografia
- Daniele Ciprì - Il cattivo poeta
  - Francesca Amitrano - La tristezza ha il sonno leggero
  - Tani Canevari - Tutti per 1 - 1 per tutti
  - Francesco Di Giacomo - Non mi uccidere
  - Gherardo Gossi - Le sorelle Macaluso

### Migliore scenografia
- Tonino Zera - L'incredibile storia dell'Isola delle Rose
  - Giada Calabria - Gli indifferenti
  - Marcello Di Carlo - Il mio corpo vi seppellirà
  - Emita Frigato - Le sorelle Macaluso
  - Maurizio Sabatini - La vita davanti a sé

### Migliori costumi
- Andrea Cavalletto - Il cattivo poeta
  - Alessandro Lai - Tutti per 1 - 1 per tutti
  - Maria Cristina La Parola - Il mio corpo vi seppellirà
  - Nicoletta Taranta - L'incredibile storia dell'Isola delle Rose
  - Mariano Tufano - The Book of Vision

### Migliore montaggio
- Benni Atria - Le sorelle Macaluso
  - Massimo Fiocchi - Lasciami andare
  - Pietro Lassandro - The Book of Vision
  - Paola Freddi, Antonio Cellini - Assandira
  - Pietro Morana - Non mi uccidere

### Migliore sonoro in presa diretta
- Gianluca Costamagna - Le sorelle Macaluso
  - Carlo Missidenti - Lacci
  - Valentino Giannì - Padrenostro
  - Francesco Liotard - Lasciami andare
  - Alessandro Palmerini, Alessandro Zanon - I predatori

### Migliore colonna sonora
- Stefano Bollani - Carosello Carosone
  - Michele Braga - L'incredibile storia dell'Isola delle Rose, Shadows
  - Davide Caprelli - Est - Dittatura Last Minute
  - Andrea Farri, Andrea De Sica - Non mi uccidere
  - Pivio e Aldo De Scalzi - Non odiare

### Migliore canzone originale
- Io sì (Seen) - Testo e musica Laura Pausini, Niccolò Agliardi e Diane Warren, interpretazione Laura Pausini - La vita davanti a sé[4]
- Cerotti - Testo e musica Federico Zampaglione, Gazzelle, interpretazione Tiromancino - Morrison
- Gli anni davanti - Testo, musica e interpretazione Pacifico - Genitori vs influencer
- Magic - Testo e musica Greta Mariani e Alessandro Molinari, interpretazione Greta Mariani - Addio al nubilato
- Sul più bello - Testo Andrea De Filippi, musica Andrea De Filippi e Lorenzo Milano, interpretazione Alfa - Sul più bello

### Premi speciali
Nastro d'argento dell'anno
- Miss Marx, regia di Susanna Nicchiarelli

#### Nastro d'argento dell'anno 75
- Gianfranco Rosi - Notturno[5]
- Luca Guadagnino - Salvatore: Shoemaker of Dreams[5]

#### Nastro di platino
- Sophia Loren - La vita davanti a sé[6]

#### Nastro speciale 75
- Renato Pozzetto - Lei mi parla ancora

#### Cameo dell'anno
- Giuliano Sangiorgi - Tutti per 1 - 1 per tutti[7]

#### Nastro d'argento europeo
- Colin Firth[8]

#### Premio Biraghi
- Ludovica Francesconi - Sul più bello
- Alice Pagani - Non mi uccidere
- Lodo Guenzi, Jacopo Costantini, Matteo Gatta - Est - Dittatura Last Minute

#### Premio Graziella Bonacchi
- Ginevra Francesconi - Genitori vs influencer, Regina

#### Premio Persol al personaggio dell'anno
- Lorenzo Zurzolo - Morrison

#### Nuovo Imaie-Nastri d'Argento per il doppiaggio
- Dario Penne - Anthony Hopkins in The Father - Nulla è come sembra
- Ida Sansone - Olivia Colman in The Father - Nulla è come sembra

## Corti d'Argento

### Fiction
- Bataclan, regia di Emanuele Aldrovandi
- Being my mom, regia di Jasmine Trinca
- Il muro bianco, regia di Andrea Brusa e Marco Scotuzzi
- Inverno, regia di Giulio Mastromauro
- Omelia Contadina, regia di Alice Rohrwacher, JR

### Animazione
- Solitaire, regia di Edoardo Natoli
- Alma, regia di Michelangelo Fornaro
- En ring par deux, regia di Elisabetta Bosco, Margherita Giusti, Viola Mancini
- La cattiva novella, regia di Simone Massi
- No, I don't want to dance!, regia di Andrea Vinciguerra

### Migliore opera prima
- Being my mom, regia di Jasmine Trinca

#### Premi speciali
- La Fellinette, regia di Francesca Fabbri Fellini
- Alessandro Haber, Autore e protagonista dell'anno